# Morten Bruun
Morten Bruun (Højslev Stationsby, 1965. június 28. –) Európa-bajnok dán válogatott labdarúgó.

## Pályafutása

### Klubcsapatban
Pályafutása során egyetlen csapatban játszott. 1988 és 2001 között a Silkeborgban 424 mérkőzésen lépett pályára és 35 gól szerzett. 1994-ben bajnoki címet szerzett, 2001-ben pedig megnyerte a dán labdarúgókupát.

### A válogatottban
1990 és 1992 között 11 alkalommal szerepelt a dán válogatottban. Tagja volt az 1992-es Európa-bajnokságon győztes válogatott keretének.

## Sikerei, díjai
Silkeborg IF
- Dán bajnok (1): 1993–94
- Dán kupagyőztes (1): 2000–01

Dánia
- Európa-bajnok (1): 1992